# Konditori DC-3

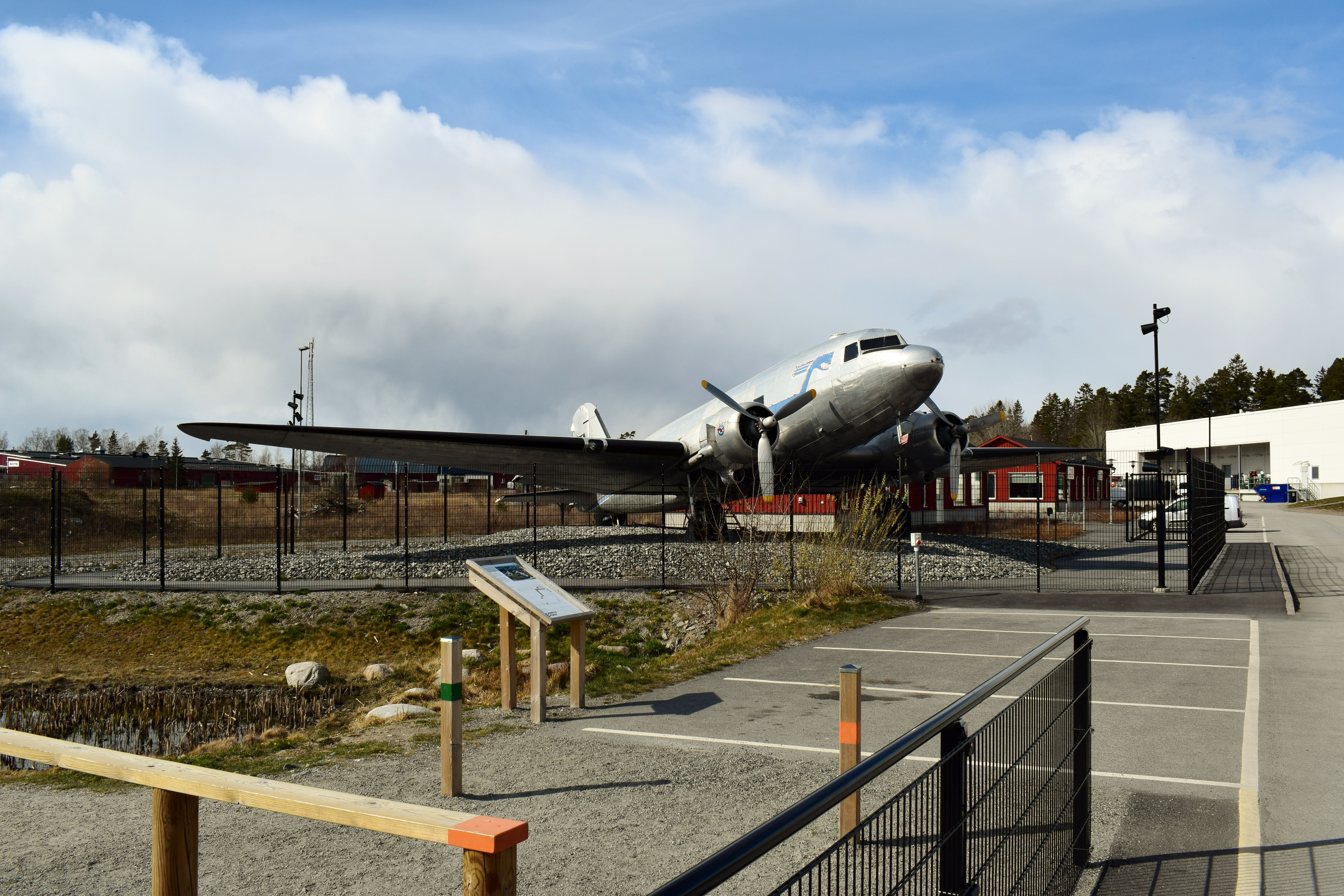
Douglas C-47 Skytrain vid Norrteljeporten 2020

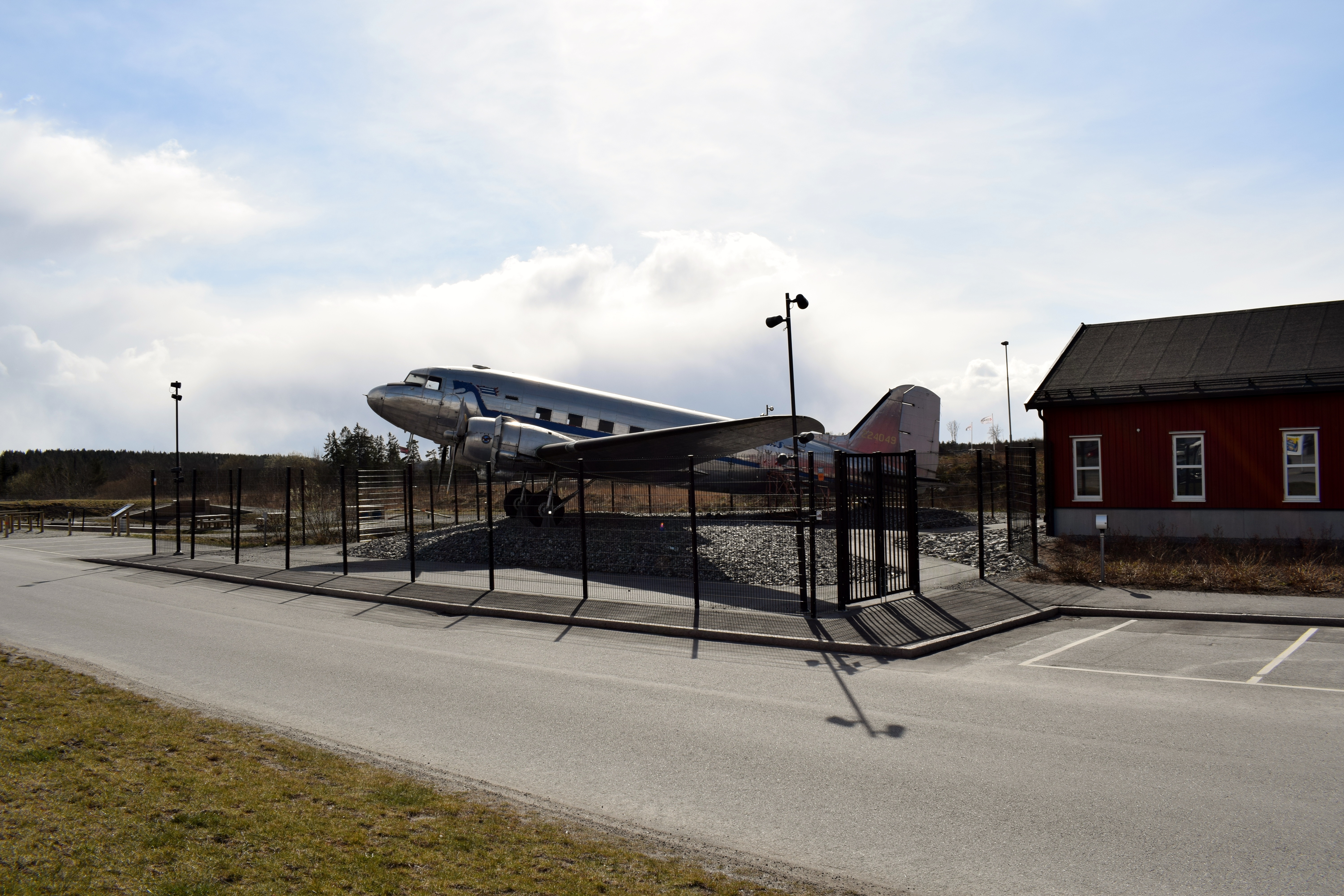
Douglas C-47 Skytrain vid Norrteljeporten 2020

Konditori DC-3 var ett kafé som var inrymt i en Douglas DC-3, som stod vid societetsparken i Norrtälje. Kaféet invigdes 1949 men tvingades stänga 1975 när serveringstillståndet drogs in.

## Bakgrund
Flygplanet var egentligen en före detta C-47A-40-DL 'Skytrain' som levererades till US Army Air Forces 21 juli 1943 med tillverkningsnummer c/n 9911. Det användes bland annat under Dagen D, de allierades invasion av Normandie 6 juni 1944. Skytrain var ett militärt transportplan som utvecklats ur DC-3:an. År 1946 köptes det av Skandinaviska Aero AB tillsammans med fyra andra plan från överskottsmarknaden. Det fick den tillfälliga registreringen SE-AYM och döptes till Svea, men användes efter leveransflygningen till Norrtälje flygfält enbart som reservdelsplan.
År 1949 köptes återstoden av flygplanet av entreprenören och affärsmannen Carl Östman som ställde upp det vid societetsparken i Norrtälje och startade kaféverksamheten. Kaféet invigdes 12 juli 1949. Flygplanet hade då fått en SAS-liknande målning och döpts till "Fritze". Kaféet blev ett välkänt landmärke för Norrtälje men tvingades stänga 1975 efter att serveringstillståndet drogs in.
DC-3:an var nu tänkt att skrotas, men Arlandagruppen, som jobbade för att skapa Arlanda flygsamlingar, lyckades övertala Civilförsvarsskolan i Rosersberg att köpa planet för framtida renovering. Efter ett par år flyttades det till Arlanda i väntan på renovering och utbyggnad av museet.
Den 21 december 2002 transporterades flygplanet tillbaks till Norrtälje för att tas om hand av föreningen Flygcaféet DC-3:ans vänner som grundats av de två flygintresserade bröderna Peter och Michael Östergren. Flygplanet renoverades under många år inne på f.d. luftvärnsregementet Lv 3 och ställdes sedermera upp i en inhägnad vid Hotell Roslagen, sydväst om Norrtälje flygfält. Det var inte tänkt att återstarta kaféverksamhet i planet, utan återställa ett autentiskt flygplan. Bland annat har förarkabinen ersatts av en köpt i Florida.
På tisdagskvällen den 20 juni 2017 flyttades planet vidare till en ny plats vid handelsplatsen Norrteljeporten.

## Koordinater
- Kaféets placering 1949–1975: 59°45′23.88″N 18°42′31.97″Ö / 59.7566333°N 18.7088806°Ö
- Uppställningsplats fram till 2017: 59°44′46.21″N 18°41′19.24″Ö / 59.7461694°N 18.6886778°Ö
- Uppställningsplats från 2017: 59°44′45.71″N 18°40′36.21″Ö / 59.7460306°N 18.6767250°Ö